# Prospect (pel·lícula)
Prospect és una pel·lícula de ciència-ficció estatunidenca del 2018 protagonitzada per Pedro Pascal, Sophie Thatcher i Jay Duplass. La pel·lícula, escrita i dirigida per Zeek Earl i Chris Caldwell, presenta una adolescent i el seu pare que viatgen a una lluna alienígena amb l'objectiu d'extreure joies d'un bosc verinós. A la lluna, el pare es veu impulsat per la cobdícia i els dos es troben amb desconeguts perillosos.
La pel·lícula es va estrenar el 5 de març de 2018 al festival de cinema de South by Southwest. La companyia Gunpowder &amp; Sky, sota el seu segell Dust, va estrenar la pel·lícula als cinemes de Regal Cinemas el 2 de novembre de 2018 i en vídeo sota demanda i mitjans domèstics el 8 de març de 2019.
S'ha doblat i subtitulat al català amb la distribució de Youplanet Pictures, i es va incorporar al catàleg de FilminCAT l'11 de juliol de 2022.

## Repartiment
- Sophie Thatcher com a Cee
- Pedro Pascal com a Ezra
- Jay Duplass com a Damon
- Andre Royo com a Oruf
- Sheila Vand com a Inumon
- Anwan Glover com a Mikken